# Dynäs AB

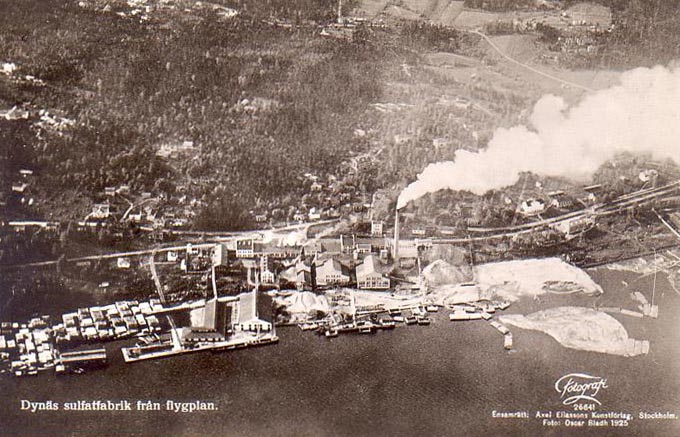
Dynäs sulfitfabrik 1925.

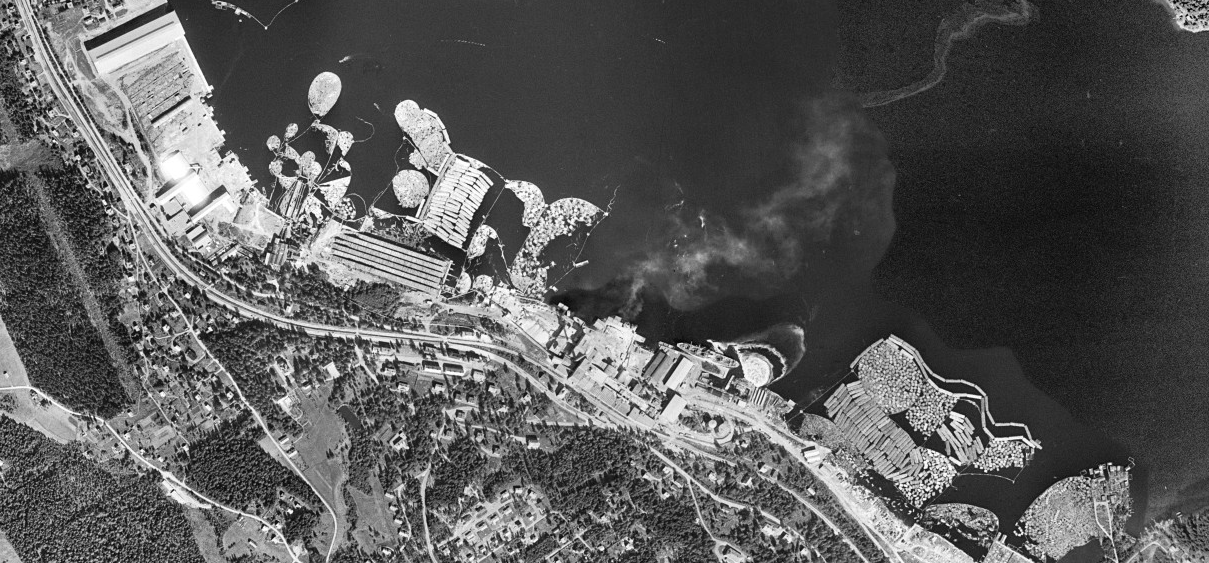
Flygfoto över Dynäsfabriken från 1960-talet.

Dynäs AB var ett skogsbolag i Väja och Dynäs i Ådalen.

## Historia
- 1884 uppförde virkeshandlaren Johan Fahlén Dynäs sågverk.
- 1896 bildades Dynäs AB. Fahlén överlämnade år 1900 ansvaret för bolaget till sin son Hugo Fahlén.
- 1907 övertogs ansvaret av John Ekman, Johan Fahléns dotterson. En av Ekmans första åtgärder var att köpa Väja sågverk.
- 1914 uppfördes en sulfatfabrik och 1919 byggdes en pappersfabrik, Norrlands första, för tillverkning av kraftpapper till papperssäckar.
- 1927 köpte Dynäs AB aktiemajoriteten i Svanö AB och blev därmed ägare till Svanö sulfitfabrik, byggd 1906. Under mellankrigstiden skaffade Ekman företaget stora skogsmarker, som mest mer än 200 000 hektar.
- 1949 avled John Ekman och ny koncernchef blev Erik Nyberg.
- 1959 byggdes ett nytt pappersbruk för tillverkning av kraftpapper, Dynapac. För bibehållen konkurrenskraft krävdes dock kapital och familjen som ägde koncernen började 1966 att förhandla med både SCA och NCB om en försäljning.
- 1966 (16/7) stod det klart att NCB köpte sågverket och massafabriken. Svanö sulfitfabrik vid Sandöbron lades ned några månader senare. Skogsmarkerna och kraftverket förblev dock i familjens ägo fram till 1985 när det såldes till SCA.

Dynäs sågverk lades ned på 1950-talet, Väja sågverk på 1980-talet.

## Dynäsfabriken
Sedan 2000 drivs pappersbruket av Mondi Dynäs AB (de första fyra åren hette företaget Frantschach Pulp & Paper). Mellan år 1993 och 1999 drevs bruket av Assi Domän AB. Fabriken är även känd för sitt starka papper; År 2003 sattes nytt officiellt rekord i Guinness rekordbok när hållbarheten testades, genom att lyfta ett 10 ton tungt ånglok med hjälp av pappersbrukets egna kraftpapper. Fabriken har två stora pappersmaskiner; "PM5" och "PM6". Den sistnämnda är lite yngre, och är idag en av världens största och mest produktiva pappersmaskiner för denna typ av papper.

## Verkställande direktörer
- 1963–1966 – Johan Paues